# Тории, Рюдзо
Рюдзо Тории (яп. 鳥居 龍蔵 Тории Рю:дзо:, 4 мая 1870, Токусима — 14 января 1953, Токио) — японский антрополог, археолог и этнолог, собиратель и исследователь фольклора. Автор фундаментального труда «Доисторическая эпоха маньчжур и монголов», гипотез о происхождении японцев в ходе синтеза культур из Индонезии и сев. материкового субстрата, отмечал генетическое и культурное родство японцев и корейцев.

## Биография
Родился в 1870 году в Хигасисэнбатё, город Токусима, префектура Токусима в семье хозяина табачной лавки. Его родители были богаты, и соседи прозвали их «джентльменами».
После начальной школы он стал изучать антропологию. В 1886 году стал членом Токийского антропологического общества. В 1892 году в префектуре Тиба им была обнаружена доисторическая культура Кайдзука эпохи мезолита. Годом позже он поступил на факультет антропологии Токийского императорского университета таксидермистом и начал учиться у антрополога Цубои Сёгоро. Его родители неохотно согласились с желанием сына учиться в Токио, но в конце концов табачная лавка закрылась, и он уехал в Токио со своими родителями, хотя им пришлось жить скромнее, чем раньше.
В период с 1896 по 1902 год Токийский императорский университет четыре раза посылал его на Тайвань для проведения антропологических исследований. Он объехал весь Тайвань, острова Котосё (современный Орхидеевый остров) и Хуояо (современное название Зелёный остров), поднимался на гору Юйшань и пересёк Центральный горный хребет, собирая данные для написания работ об обычаях и образе жизни аборигенов Тайваня. По итогам тайваньских экспедиций написал две этнографические работы: «Отчёт об исследовании обычаев острова Кото» и «Антропологический фотоальбом острова·Кото, Тайвань», посвящённые Орхидеевому острову. После первых контактов с коренными жителями, населяющими Орхидеевый остров, 1897 году он назвал их «ями», приняв местоимение 1 лица мн. ч. за название народности.
Исследовал традиции айнов Камчатки и Курильских островов, где побывал в 1899 году. С 1906 по 1907 год побывал в экспедиции на территории Монголии. Начиная с 1911 года по поручению корейского генерал-губернатора отправился на Корейский полуостров. Помимо археологии, активно исследовал каменные орудия труда, древние гробницы и другие артефакты.
В годы Гражданской войны ездил в Сибирь, побывал в бассейне реки Амур и в ряде регионов Сибири (Сикачи-Алян и др.) в 1919 и повторно в 1921 году.
Совмещал с полевой работой преподавательскую деятельность — с 1919 года по 1922 год работал лектором в Токио Хёро Гакко (яп. 東京高等予備校, англ. Tokyo Higher Preparatory School), будущем университете Софии (см. ниже).
В 1923 году он стал профессором университета Кокугакуин, а год спустя уволился с преподавательской должности Токийского императорского университета и основал Институт антропологии Тории в своём собственном доме.
В 1928 году от своего имени подал заявление в Министерство образования и завершил процедуру оформления высшего учебного заведения (дзё: ти гакуин «школа высшей мудрости») на базе Токио Хёро Гакко, уже в качестве университета Софии (яп. 上智学院). Впоследствии занимал пост проректора колледжа литературы.
В 1933 году он уволился с преподавательской должности в университете Кокугакуин.
В 1939 году он был специально принят на работу в Институт Яньцзин Гарвардского университета. В то время темой его исследований была династия Ляо в Китае, и с этой целью он посетил Бэйпин (современный Пекин). Там он работал в Яньцзинском университете, университете-побратиме Гарвардского университета. После прибытия в Китай он также проводил исследования в провинции Шаньдун. С началом войны университет был закрыт. После капитуляции Японии Тории был восстановлен в должности и продолжал работу, прерванную из-за войны.
В 1951 году он вернулся в Японию. Он умер в Токио в 1953 году в возрасте 82 лет.
В 1964 в префектуре Токусима открыт Мемориальный музей Тории. Полное собрание сочинений учёного, опубликованное в 1975-1977 годах издательством «Асахи симбун», составило 12 томов.

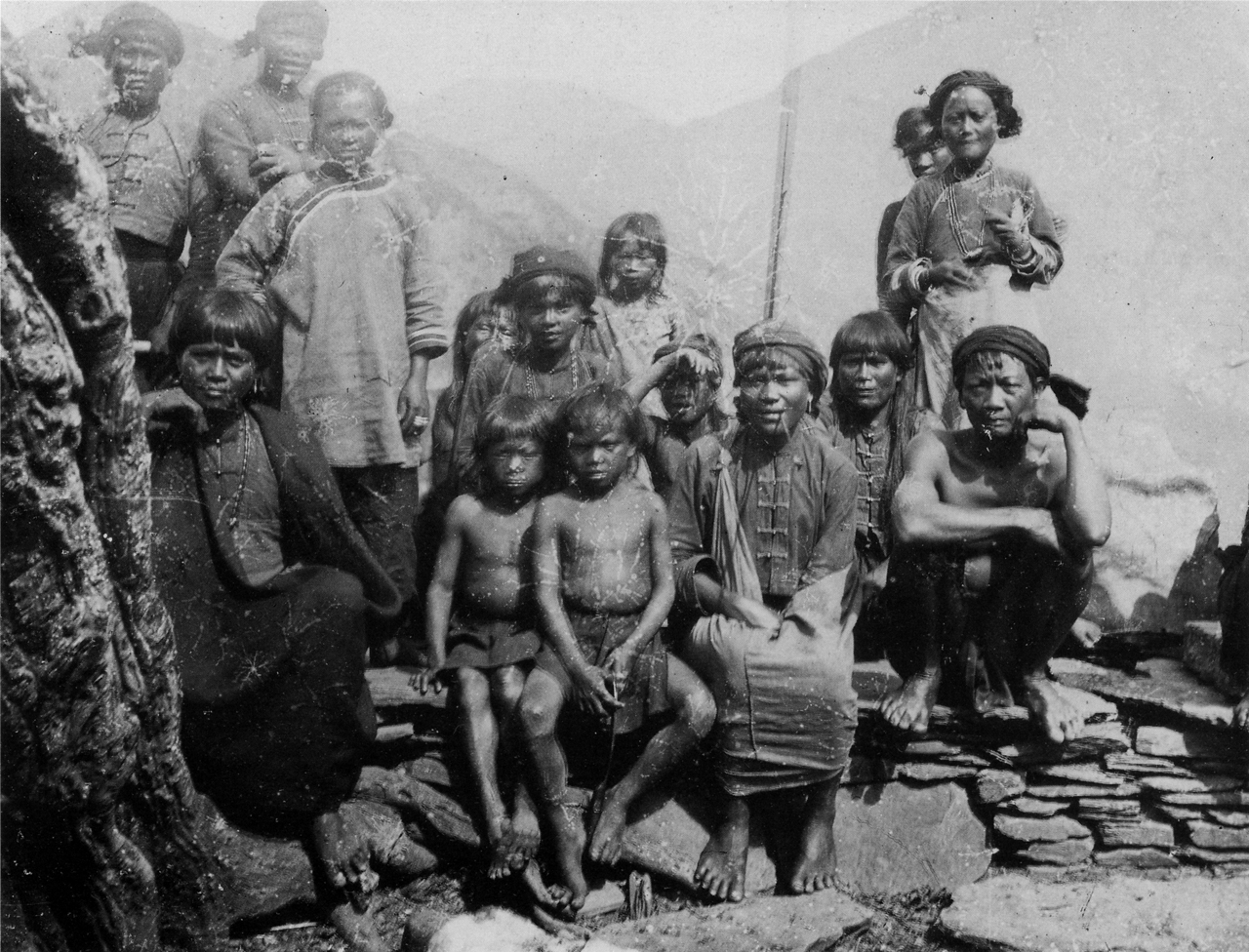
1900 г. Представители народа пайван, сфотографированные Рюдзо Тории.

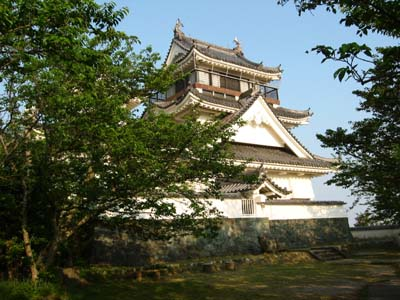
Мемориальный музей Тории в префектуре Токусима

## Монографии
- 『千島アイヌ』吉川弘文館、1903年
- 『人種学』大日本図書、1904年
- 『苗族調査報告』1907年
- 『蒙古旅行』博文館、1911年
- 『蒙古及満洲』冨山房、1915年
- 『有史以前乃日本』磯部甲陽堂、1918年
- 『諏訪史』 信濃教育会諏訪部会、1924年
- 『武蔵野及其周囲』磯部甲陽堂、1924年
- 『人類学及人種学上より見たる北東亜細亜 西伯利, 北満, 樺太』岡書院、1924年
- 『日本周囲民族の原始宗教 神話宗教の人種学的研究』岡書院、1924年
- 『武蔵野及其有史以前』磯部甲陽堂、1925年
- 『人類学上より見たる我が上代の文化 第1』叢文閣、1925年
- 『有史以前の跡を尋ねて』雄山閣、1925年
- 『先史及び原史時代の上伊那』 信濃教育会上伊那部会、1926年
- 『人類学上より見たる西南支那』冨山房、1926年
- 『極東民族 第1巻』文化生活研究会、1926年
- 『上代の東京と其周囲』磯部甲陽堂、1927年
- 『満蒙の調査』万里閣書房、1928年
- 『満蒙を再び探る』鳥居きみ子共著、六文館、1932年
- 『満蒙其他の思ひ出』岡倉書房、1936年
- 『遼の文化を探る』章華社、1937年
- 『黒竜江と北樺太』生活文化研究会、1943年
- 『ある老学徒の手記』朝日新聞社、1953年
- 『日本考古学選集6・7　鳥居龍蔵集』 築地書館、1974年（斎藤忠編）
- 『鳥居龍蔵全集 全12巻』 朝日新聞社、1975-77年
- 『中国の少数民族地帯をゆく』 朝日選書、1980年
- 『ある老学徒の手記』岩波文庫、2013年（解説田中克彦）